# 頭形兜

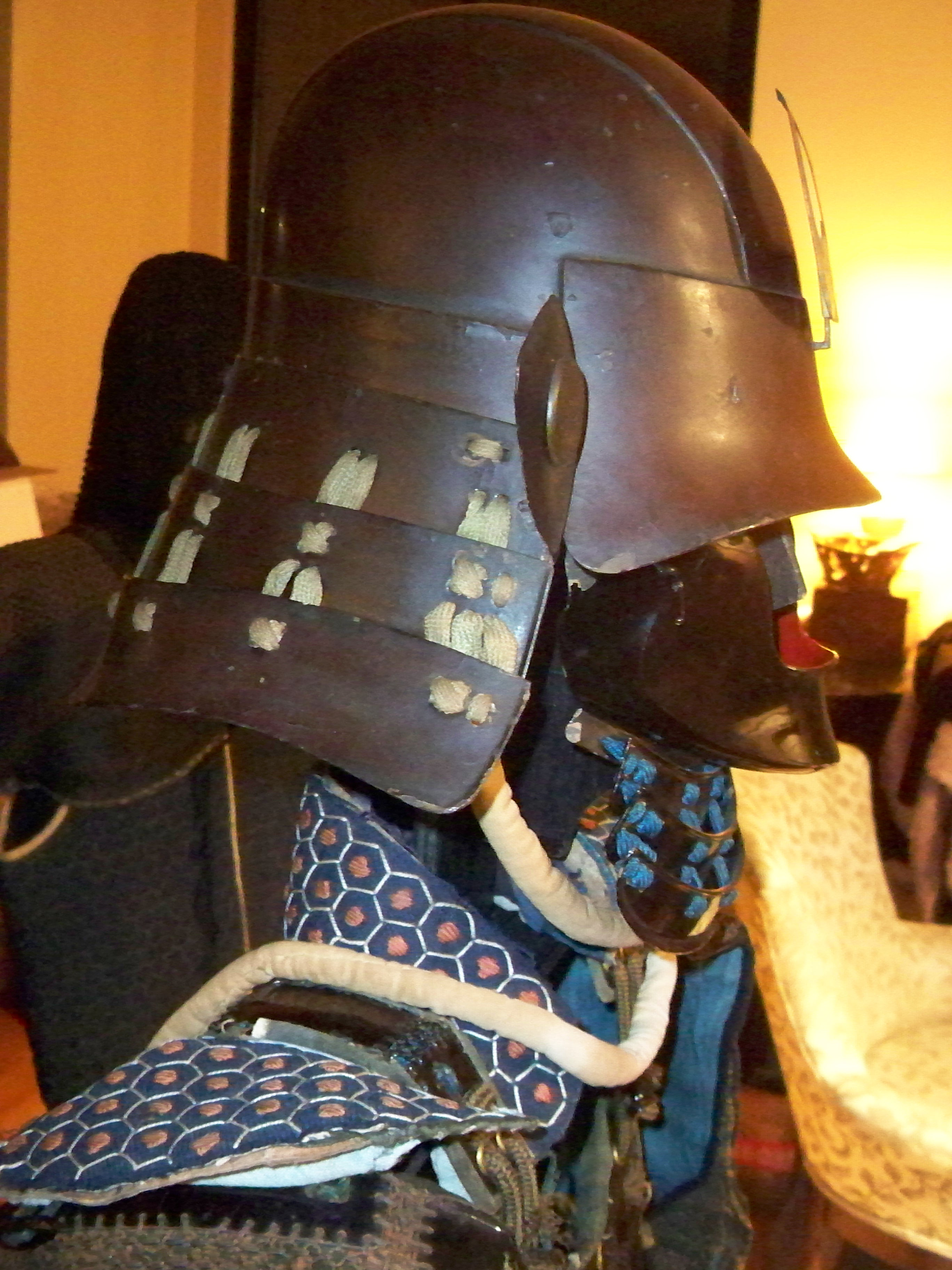
日根野頭形兜

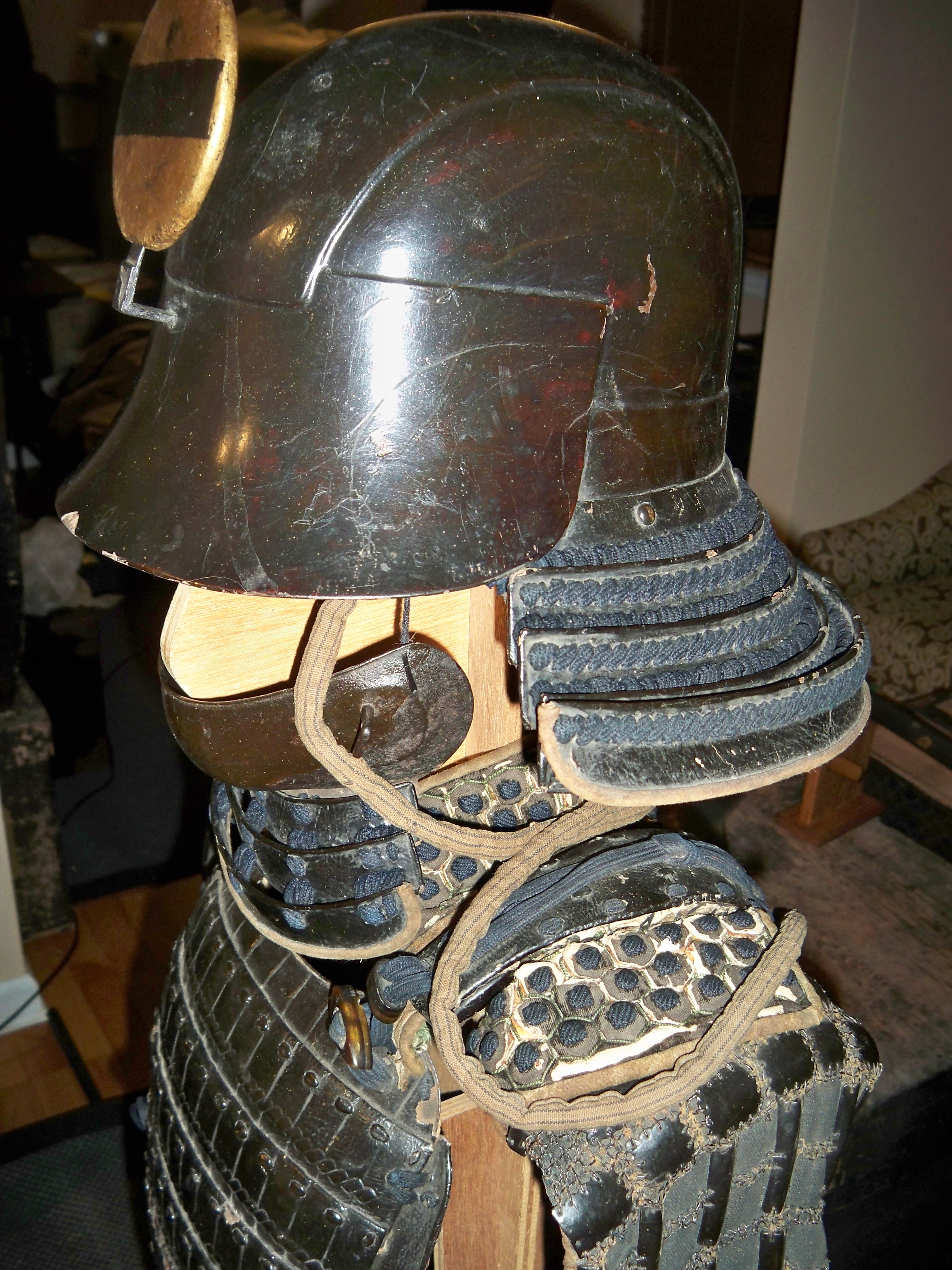
越中頭形兜

頭形兜（ずなりかぶと）は平安時代末期に発生したと考えられている兜の一形式。衝角付冑（古墳時代の「かぶと」は、考古学の慣習上「兜」ではなく「冑」と表記される）から発展したと考えられている筋兜とは別系統で発生した兜と推定されている。3 - 5枚と少ない鉄板から成り、制作の手間もコストも比較的低かった事から戦国時代以降に広く使用された。名前の通り、兜鉢の形は人間の頭に似ているのが最大の特徴。
当世具足に使用される頭形兜は、大別して日根野頭形と越中頭形の2つに分類されるが、それ以前には古頭形と呼ばれる形式が広く使用されていた。

## 頭形兜の発生
現在、頭形兜と呼ばれている兜は、古くは帽子兜と呼ばれていたらしく古くは平安期にまでその存在の痕跡がたどれる。
当時の頭形兜は現在古頭形と呼ばれているものに近い形状をしていたと考えられ、三枚甲の帽子兜、五枚甲の帽子兜と接ぎ板の枚数を表したと思われる呼び名で呼ばれていたようである。
室町後期頃までさかのぼれる頭形兜は、腰巻の下端が外側に捻り返されないものが多く、板物シコロではなくカルタ金や鎖、刺子などを用いた下散シコロを用いる事が多かったと考えられている。
天辺の穴は六曜の透かし入っているもの、一つ穴が開いているものなどがある。

## 古頭形
各種頭形鉢のうち、最も初期に発生したものと考えられている。中世末期に多く作成され、張懸兜のベースとなったものや眉庇を当世眉庇に改造されて江戸期にまで使用されたものも多くある。
特徴として、後に出現する日根野頭形鉢より小振りで鉢が浅く頭部によく馴染む形状をしている他、天辺の穴、四天の穴が開けられている。
構造的に後の日根野頭形や越中頭形と最も異なるのは、鉢の鉄板の接ぎ合わせ方で初期の鉢は左右の板が腰巻板の上に接ぎ合わされている他、頭頂部を覆う板が前額部を覆う板の上に接ぎ合わされている。
目庇は強く抉込んだ眉形の下し眉庇や技巧的な眉形を刻み、眉型の打出しや部品を取付けた付下し眉庇が多く見られるが、眉抉が連弧状のものは五枚張りの古頭形、技巧的な眉形は三枚張りの古頭形に多く、両者の系統に何らかの違いがある事が判明している。
前立装置は前記の技巧的な目庇の為用いられない事が多いが、二本角元、一本角元が低い位置に付く事もある。
関東を含む東国では筋兜の様な祓立が付く頭形鉢も見られ、東国製兜鉢の特徴として注目される。
シコロは笠シコロ（饅頭シコロ）か杉形シコロであり、日根野シコロの付いたものは後世に仕立て直されたものである。
多くは通常構造の1 - 5段シコロであるが西日本を中心に割シコロも多く用いられた。
金剛寺所蔵の古頭形は一段笠シコロの先端から骨牌金の下散割シコロが付いている。
関東以北の地域ではシコロの下端を波形にしたものがまま見受けられ、関東以北（東北）の地域的特徴だと考えられている。
吹返しは大きな一枚鉄を四角形に切り抜いたものを湾曲させたもの、小さな一枚鉄を湾曲させたものなどがある。上杉家の兜では小さな杏葉型の吹き返しが見受けられるが、これは奈良系の甲冑に見られる特徴である。また、これを模したと思われる異制杏葉型の吹き返しは上杉家独特の御家流と考えられている。
吹返しの中央に花弁型の透かしが入ることがある。
浮張は桃山中期頃までは鹿の一枚燻革を使用しており、百重刺は用いられていないが、これは他の形式の兜鉢でも言える事である。

## 頭形兜の改良（戦国型古頭形）
合戦が大規模になり、頭形兜の需要が増えたと考えられる室町末期になると頭形鉢に改良が加えられ、次の日根野頭形、越中頭形の祖形となる形の頭形兜が作られるようになる。
この時代の頭形鉢は直線的だった鉢のシルエットにより豊かな丸みが付き、鑓の打撃や鉄砲など衝撃の強い武器に対抗しようとしたと考えられる。
また、慶長期から短い期間に作られた頭高のシルエットを持つ頭形鉢も同様の理由からだと思われる。
慶長期以降の帽子兜、古頭形を含む頭形鉢は時代に合わせて改造されたり変わり兜の張掛台として使われる事が多く、全く手の加わっていないものは少ない。